# 스티븐 프리어스
스티븐 프리어스(Stephen Frears, 1941년 6월 20일 ~ )는 잉글랜드의 영화 감독이다.

## 참여 작품

### 영화
- 나의 아름다운 세탁소
- 위험한 관계 (1988년 영화)
- 그리프터스
- 리틀 빅 히어로
- 메리 라일리
- 하이 로 컨츄리
- 사랑도 리콜이 되나요
- 더티 프리티 씽
- 미세스 헨더슨 프리젠츠
- 더 퀸
- 셰리 (영화)
- 타마라 드류
- 레이디 겜블러
- 필로미나의 기적
- 챔피언 프로그램
- 플로렌스 (영화)
- 빅토리아 & 압둘

### 미니시리즈
- 베리 잉글리시 스캔들
- 퀴즈 (드라마)